# 太子河
太子河（たいしが、拼音: tàizǐhé、満州語：ᠲᠠᠰᡥᠠ
ᠪᡞᠷᠠ　転写：Tasha bira）は、中華人民共和国東北部遼寧省を流れる河川で、遼河水系に属する。

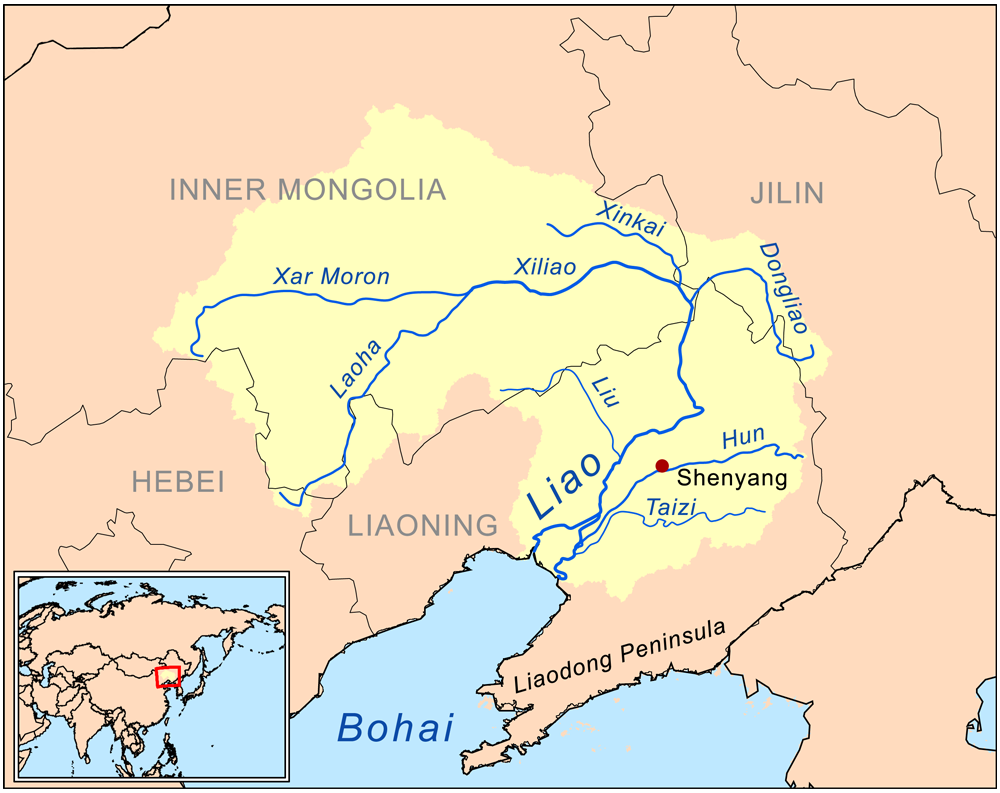
太子河 Taizi

遼寧省の東部に発し、渾河の南を東から西へ流れる。本渓市、遼陽市を流れたのち、かつては渾河とともに遼河の分流である外遼河に合流していたが、現在は治水工事により合流点から渤海の遼東湾まで、3川の流路が分けられている。
秦王政（後の始皇帝）に対して刺客・荊軻を送った燕の太子・丹は、秦の将軍李信の追撃を、この川に身を隠して逃れたとされる。太子河の名はこれに由来する。満州語のタスハ・ビラは「虎の川」の意。